# 浜町出入口
浜町出入口（はまちょうでいりぐち）は、東京都中央区にある、首都高速道路6号向島線と9号深川線の出入口である。
2022年（令和4年）4月1日以降、入口はETC専用となっている。

## 概要
箱崎出入口と共に6号向島線と9号深川線の分岐である箱崎JCTに併設された出入口の一つで、直接本線とは接続せず、箱崎JCT直下の箱崎ロータリーを介して接続している。そのため料金所・入口ランプ・出口ランプはそれぞれ1箇所しかないが、6号向島線両方向および9号深川線のいずれとも接続している。本線からの出口表記は「箱崎 出口」の表示の脇に補助看板的に「浜町・清洲橋 出口」と表示されている（ギャラリーの写真参照）。
出口ランプと入口ランプは一般道とのアクセス場所が離れており、出口ランプは中央区立有馬小学校・澁澤シティプレイス（花王本社）の脇を抜けて、トルナーレ日本橋浜町の角で新大橋通りに直結。入口は6号向島線高架下に設けられており、首都高速道路東京東局ビル（3階に箱崎PAが入居）前の料金所を通過して、箱崎ロータリーに向かう。
ビルとビルに挟まれた狭隘な街区に出入口を設けたため箱崎ロータリーとの接続はかなり窮屈になっており、出口ランプへの流出部はほとんど減速車線がなくロータリーから直角に左折するような形で流出する必要があり、入口ランプからの流入部にはロータリー本線との合流に当たって一時停止で進入する。

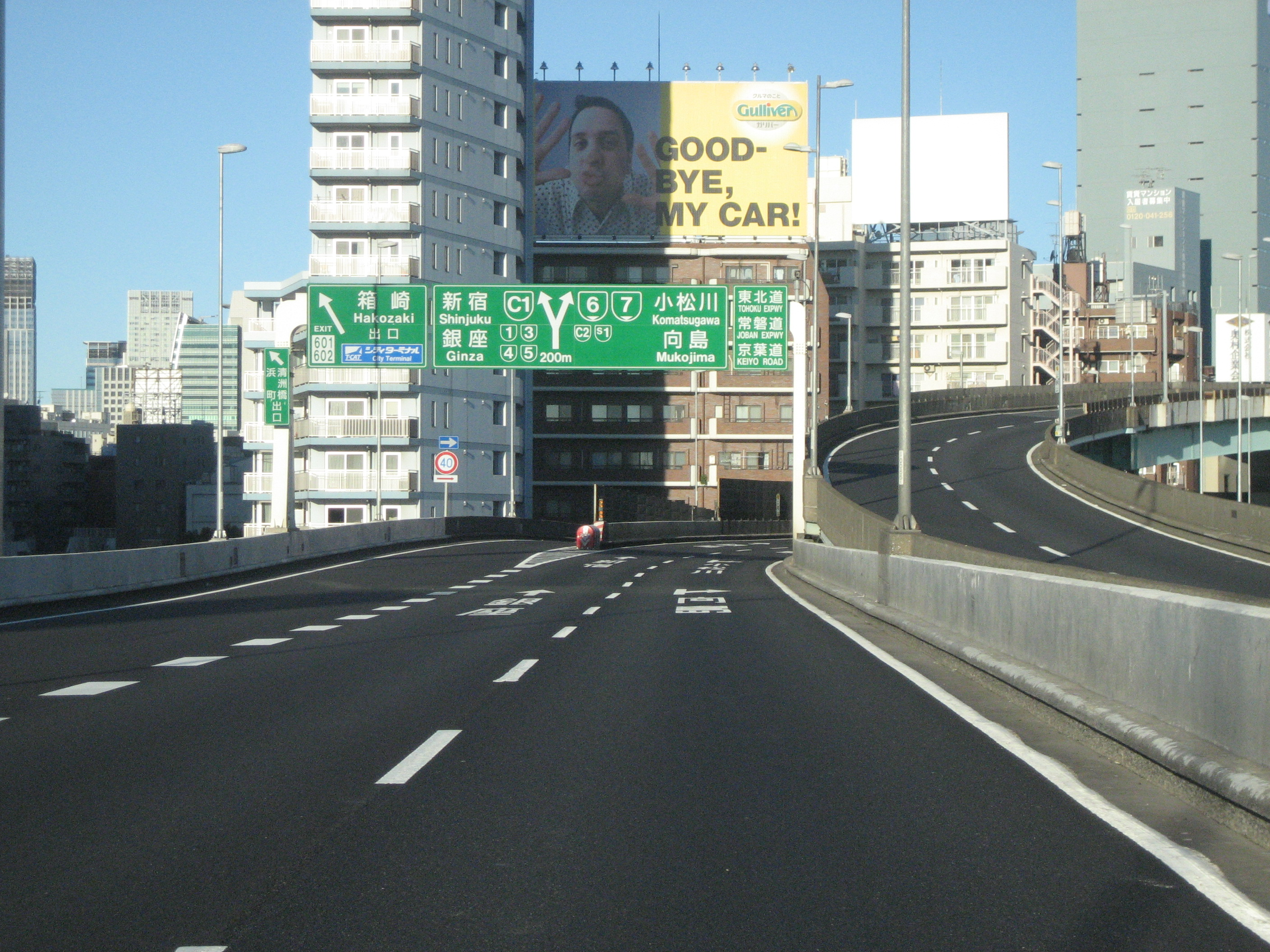
9号深川線上りからの出口表示
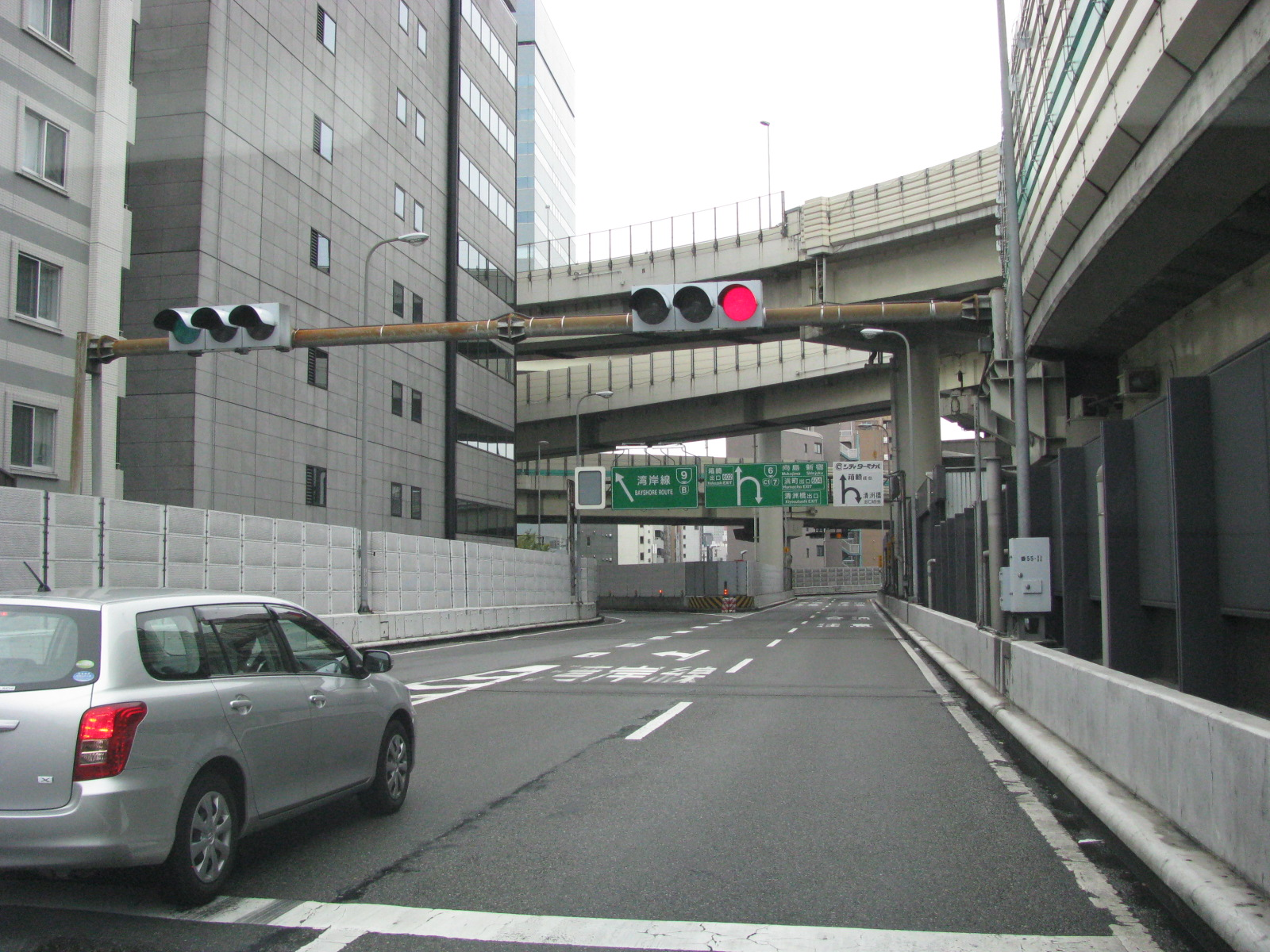
入口ランプとロータリーが合流する箇所の信号（ロータリー側から）
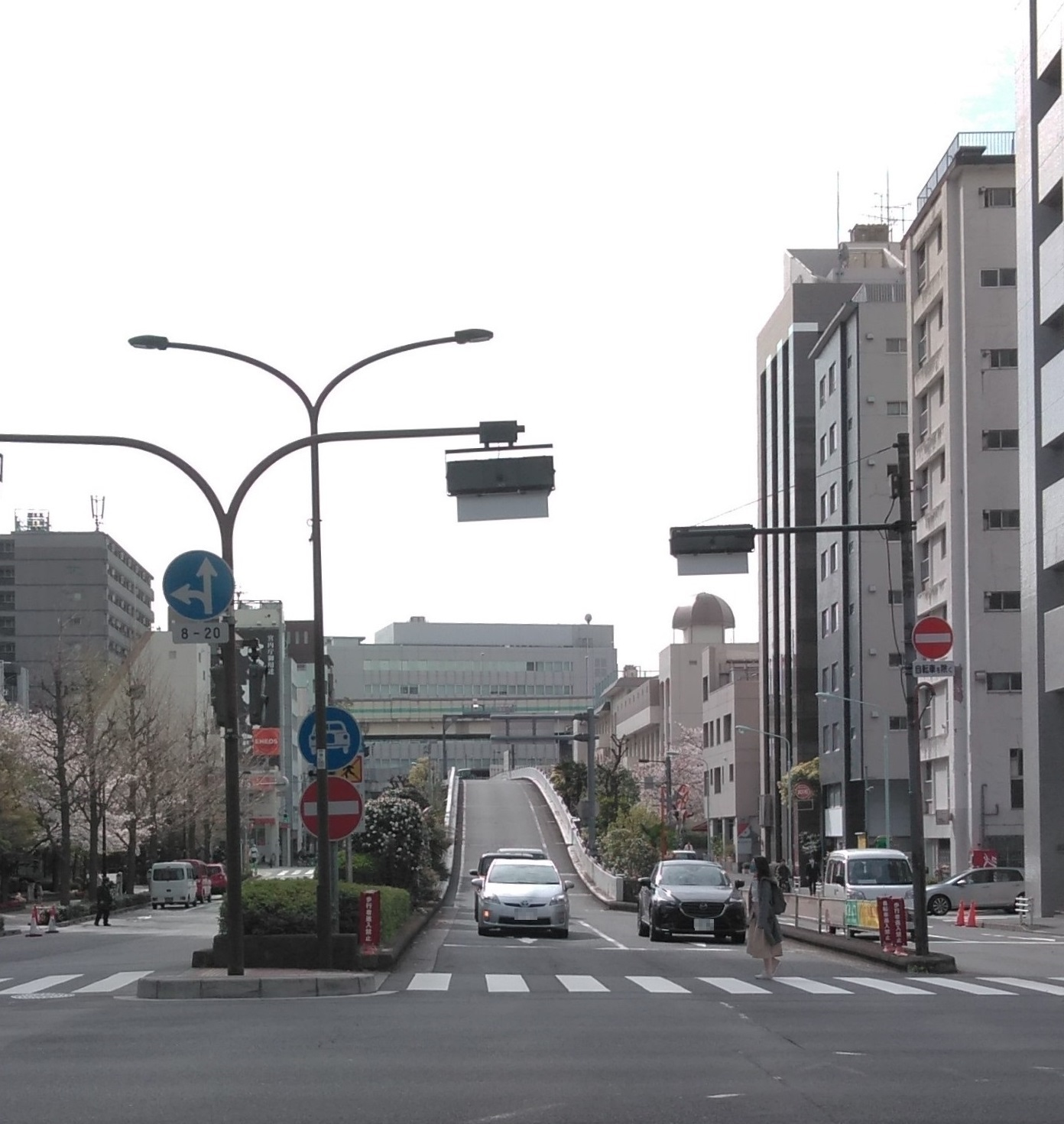
新大橋通りとの交差点から見た出口ランプウェイ（中央。自動車専用道路の標識の右側に首都高速6号向島線の高架、右下に箱崎ロータリーの高架が見える。ランプウェイの奥に見える建物の3階に箱崎ロータリーの施設の一つである箱崎パーキングエリアがある。）
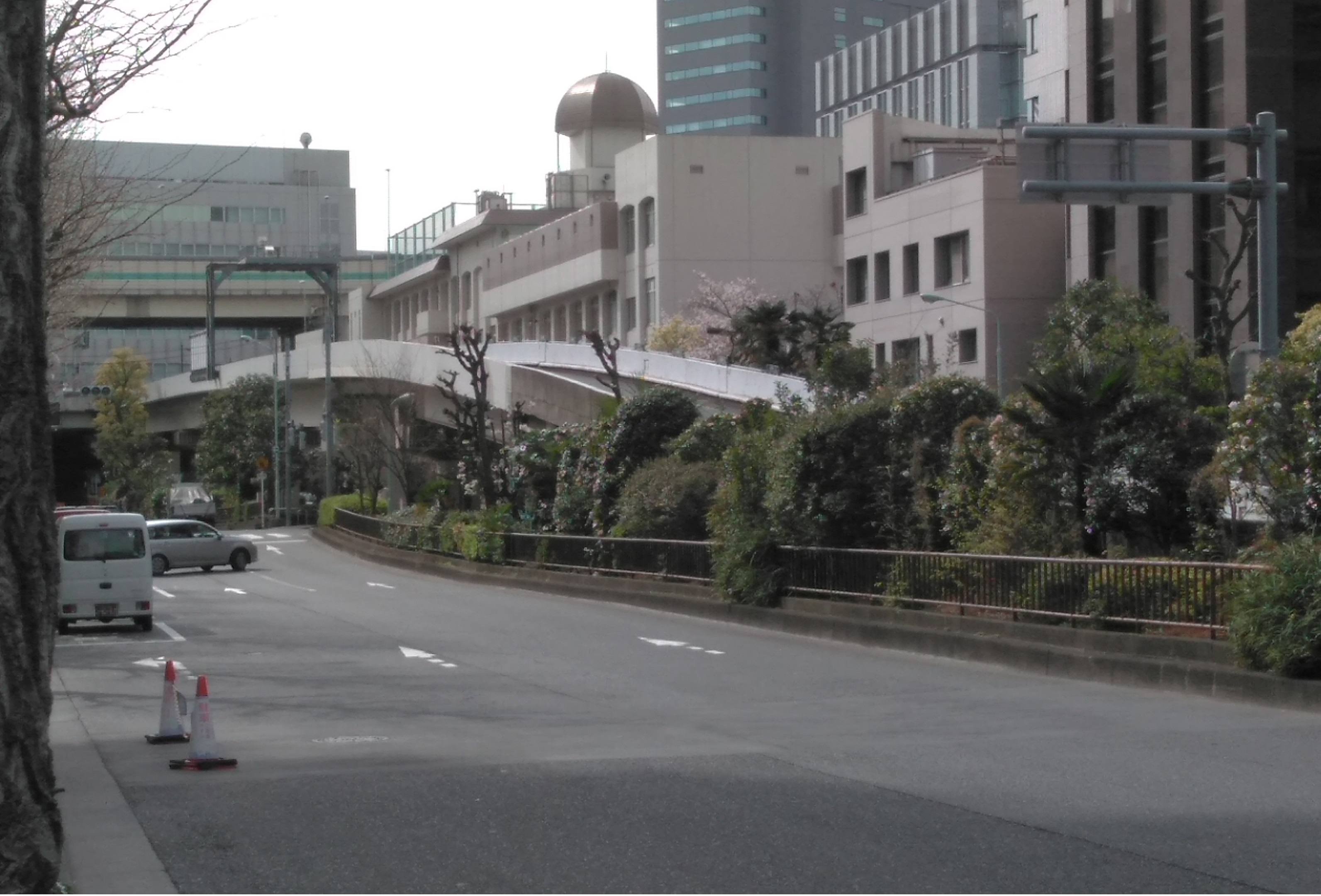
浜町入口への進入道路から見た浜町出口ランプウェイと有馬小学校

## 料金所

### 入口
- ブース数:2
  - ETC専用:1
  - ETC/サポート:1

## 地域

### 公園
- 浜町公園

## 周辺
- トルナーレ日本橋浜町
  - ピーコックストア
  - ゼファー本社

## 交通

### 鉄道
- 東京メトロ半蔵門線 水天宮前駅
- 都営地下鉄新宿線 浜町駅

### 道路
- 清洲橋通り
- 東京都道・千葉県道50号東京市川線（新大橋通り）

## 隣
首都高速6号向島線
江戸橋JCT - 箱崎JCT/(601,602)箱崎出入口/(604)浜町出入口/(603)清洲橋出口/箱崎PA - 両国JCT - (605)駒形出入口
首都高速9号深川線
箱崎JCT/(601,602)箱崎出入口/(604)浜町出入口/(603)清洲橋出口/箱崎PA - (902)福住出入口